# Consistórios de Inocêncio VII
O Papa Inocêncio VII (r. 1404–1406), o terceiro papa na obediência de Roma durante o Grande Cisma do Ocidente , criou onze novos cardeais em um consistório celebrado em 12 de junho de 1405:

## 12 de junho de 1405
1. Corrado Caraccioli  † 15 de fevereiro de 1411
2. Angelo Correr  † 18 de outubro de 1417
3. Francesco Uguccione† 14 de julho de 1412
4. Giordano Orsini † 29 de maio de 1438
5. Giovanni Migliorati   † 16 de outubro de 1410
6. Pietro Filargo, O.F.M. † 3 de maio de 1410
7. Antonio Arcioni † 21 de julho de 1405
8. Antonio Calvi † 2 de outubro de 1411
9. Oddone Colonna † 20 de fevereiro de 1431
10. Pietro Stefaneschi † 30 de outubro de 1417
11. Jean Gilles  † 1 de julho de 1408